# Wisła Płock 2017-2018
Questa voce raccoglie le informazioni riguardanti il Wisła Płock nelle competizioni ufficiali della stagione 2017-2018.

## Rosa
| N. |                    | Ruolo | Calciatore                      |
| -- | ------------------ | ----- | ------------------------------- |
| 1  | Polonia (bandiera) | P     | Mateusz Kryczka                 |
| 2  | Polonia (bandiera) | D     | Kamil Sylwestrzak               |
| 3  | Polonia (bandiera) | D     | Marcin Mielczarski              |
| 4  | Polonia (bandiera) | C     | Damian Szymański                |
| 5  | Polonia (bandiera) | D     | Bartłomiej Sielewski (capitano) |
| 6  | Polonia (bandiera) | C     | Damian Rasak                    |
| 7  | Uruguay (bandiera) | C     | Nico Varela                     |
| 8  | Polonia (bandiera) | C     | Dominik Furman                  |
| 9  | Polonia (bandiera) | D     | Arkadiusz Reca                  |
| 10 | Georgia (bandiera) | C     | Giorgi Merebashvili             |
| 14 | Polonia (bandiera) | D     | Adam Dźwigała                   |
| 16 | Polonia (bandiera) | A     | Oskar Zawada                    |
| 17 | Polonia (bandiera) | D     | Damian Byrtek                   |

| N. |                                 | Ruolo | Calciatore          |
| -- | ------------------------------- | ----- | ------------------- |
| 18 | Polonia (bandiera)              | D     | Alan Uryga          |
| 20 | Polonia (bandiera)              | D     | Cezary Stefańczyk   |
| 23 | Bosnia ed Erzegovina (bandiera) | C     | Semir Štilić        |
| 26 | Polonia (bandiera)              | D     | Igor Łasicki        |
| 27 | Polonia (bandiera)              | A     | Mateusz Piatkowski  |
| 28 | Polonia (bandiera)              | P     | Bartlomiej Gradecki |
| 30 | Germania (bandiera)             | P     | Thomas Dähne        |
| 77 | Polonia (bandiera)              | C     | Konrad Michalak     |
| 80 | Polonia (bandiera)              | C     | Piotr Majchrzak     |
| 94 | Polonia (bandiera)              | C     | Seweryn Truskolaski |
| 95 | Polonia (bandiera)              | D     | Patryk Stępiński    |
| 96 | Polonia (bandiera)              | C     | Jakub Łukowski      |